# Мосул
 Тази статия е за града в Ирак.  За планината вижте Мусул.  За селото в Западните покрайнини вижте Мусул (село).
Мосул (на арабски: الموصل, на кюрдски: Mûsil) е град, административен център на област Нинава, Северен Ирак. Населението на града през 2012 година е 3 036 268 души.

## География
Градът е разположен по десния бряг на река Тигър, на около 350 километра северозападно от столицата Багдад.

## История и настояще
След Ирано-иракската война кюрдите в северната част на страната се вдигат на бунт, но той е брутално потушен от войските на Саддам Хюсеин. От 1991 г. нататък кюрдският регион (североизточно от Мосул) е автономен и на практика се намира под кюрдско управление въпреки постоянните преселвания, извършвани от режима на Саддам.
По време на Войната в Ирак градът е сцена на няколко по-важни сражения, но интензитетът им не може да се сравнява с боевете в южните части на страната. Мосул пада на 11 април 2003 г., а на 22 юли същата година тук са открити и убити и синовете на бившия президент на Ирак – Удай и Кусай Хюсеин
От юни 2014 г. градът е превзет от джихадистката терористична групировка „Ислямска държава“ (ИДИЛ), наричана още „ДАЕШ“. Завземането на града от джихадистите предизвиква бежанска вълна, като половин милион души бягат от Мосул. В ръцете на екстремистите попадат бойни хеликоптери на летището в града, а също така и над 400 милиона щатски долара, намиращи се в банките. Над 49 души от турското консулство са отвлечени, заради което турската армия подготвя операция за освобождаването им. Генезисът на групировката ИДИЛ е свързан с гражданската война в съседна Сирия. Към края на 2016 г. започва операция на Правителството за отвоюване на града, а през юли 2017 г. той е окончателно освободен от джихадистите.

## Население
| Година | Население |
| ------ | --------- |
| 1794   | 25 000    |
| 1924   | 785 468   |
| 1965   | 264 146   |
| 1987   | 664 221   |
| 2012   | 3 036 268 |

По-голямата част от населението на региона са кюрди, но в Мосул живят главно араби. Той е главният град на Северен Ирак и на иракските араби сунити.